# Jean-Baptiste-Maurice Quinault
Jean-Baptiste-Maurice Quinault, bekannt als Quinault l’aîné (*  9. September 1687 in Verdun; † 30. August 1745 in Gien), war ein französischer Schauspieler und Komponist.

## Leben
Quinault war erstgeborener Sohn von Jean Quinault und Marie Saintelette, daher der Namenszusatz l’aîné. Er debütierte 1712 an der Comédie-Française in der Rolle des Hippolyte in Jean Racines Tragödie Phèdre. Im Jahr darauf wurde Quinault auch Sociétaire de la Comédie-Française. Er war ein für seine guten darstellerischen Fähigkeiten geschätzter Schauspieler, konnte aber erst ab 1718, nach dem Abgang von Pierre Trochon, in den großen Hauptrollen überzeugen. Er zog sich ab 1728 allmählich von der Bühne zurück und spielte bis 1732 eher Nebenrollen, um schließlich 1733 ganz in den Ruhestand zu wechseln, den er in Autry-le-Châtel verbrachte.
Quinault überzeugte nicht nur als Schauspieler, sondern galt auch als guter Musiker und Sänger. Er komponierte auch eigene Stücke, unter anderem Divertissements, und vertonte beispielsweise Bühnenstücke seines Schauspielkollegen Marc-Antoine Legrand, die auch an der Comédie aufgeführt wurden.
Alle seine vier Geschwister wurden wie er Schauspieler, die an der Comédie Engagement fanden:
- Françoise, genannt Mademoiselle De Nesle
- Abraham Alexis
- Marie-Anne-Catherine, genannt Mademoiselle Quinault l’aînée
- Jeanne-Françoise, genannt Mademoiselle Quinault la cadette

## Rollen (Auswahl)
- Hippolyte in Phèdre von Jean Racine
- Léandre in Le Babillard von Louis de Boissy
- Damis in L’Indiscret von Voltaire
- Ariste in Le Philosophe Marié von Philippe Néricault Destouches
- Marquis in L’École Des Bourgeois von Léonor Jean-Christin Soulas d’Allainval

## Kompositionen (Auswahl)
- Les amours des déesses, Ballettstück
- Musique du Triomphe du temps, Ballettstück
- Le roi de Cocagne, Komödie von Marc-Antoine Legrand
- Divertissement du Talisman, Divertissement